# Kookboekmuseum

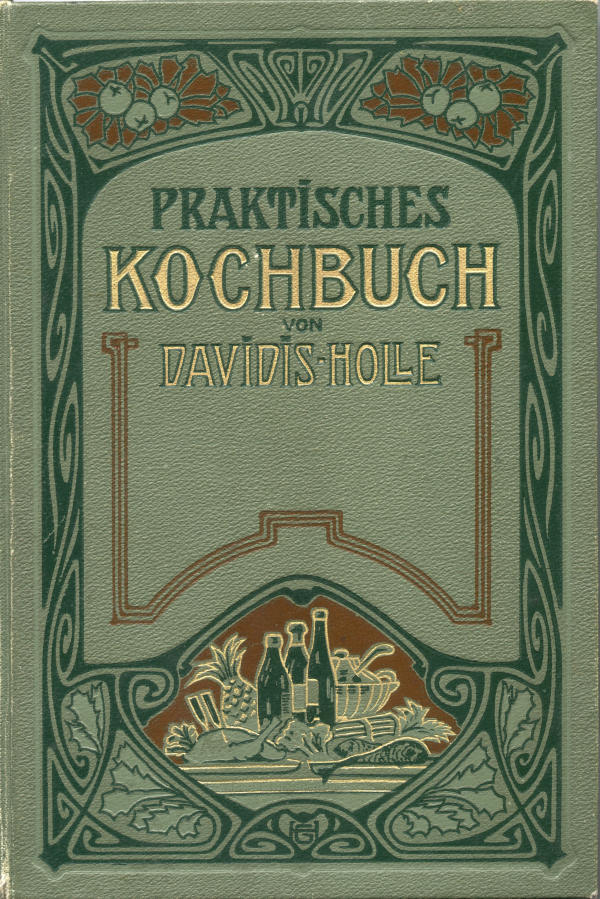
Davidis-Holle: Praktisches Kochbuch, 41e oplage, 1904.

Het Duitse Kookboekmuseum Dortmund was een museum over kookboeken. Het werd op 2 oktober 1988 in het Dortmundse Westfalenpark geopend. Henriette Davidis staat in het middelpunt van dit museum. Sinds 2011 is het museum gesloten.
Het museum wil graag aan de hand van de geëxposeerde poppenkeukens, haarden en keukenapparatuur alsmede de uitgebreide kookboekverzameling, de sociale verschillen en de tafelcultuur van de 19e eeuw duidelijk maken. Het is absoluut geen museum met waardevolle edities en bibliofiele kostbaarheden.
Verdere kookboeken van Henriette Davidis zijn te vinden in het Henriette-Davidis-Museum in Wetter-Wengern.